# Шмид, Константин
Константин Шмид (нем. Constantin Schmid; род. 27 ноября 1999, Обераудорф, Бавария) ― немецкий прыгун с трамплина, бронзовый призёр XXIV зимних Олимпийских игр в Пекине в командном соревновании.

## Биография
Родился 27 ноября 1999 года в городе Обераудорф, Германия.
Шмид дебютировал на Кубке мира в Оберстдорфе в декабре 2016 года. В 2020 году выиграл серебряную медаль в командном соревновании на чемпионате мира в Планице.
На XXIV зимних Олимпийских игр в Пекине завоевал бронзовую медаль в командном соревновании.